# Jackie Fields
Jackie Fields (n. 9 februarie 1908, Chicago, Illinois, SUA – d. 3 iunie 1987, Los Angeles, California, SUA) a fost un boxer ce a reprezentat Statele Unite ale Americii, medaliat olimpic. A participat la o ediție a Jocurilor Olimpice (1924) în care a câștigat o medalie de aur.

## Participări
Lista de mai jos prezintă principalele competiții la care a participat Jackie Fields de-a lungul carierei.
- boxe aux Jeux olympiques d'été de 1924 – poids plumes hommes[*]